# 齐普里安·马诺列斯库
齐普里安·马诺列斯库（羅馬尼亞語：Ciprian Manolescu，1978年12月24日—）是一位罗马尼亚裔美籍数学家，主要研究规范场论、辛几何以及低维拓扑学。齐普里安·马诺列斯库现任加州大学洛杉矶分校数学教授。 

## 生平
他的小学和初中生涯在皮特什蒂度过。他在哈佛大学取得数学学士和博士学位，导师为Peter B. Kronheimer。此外他还担任过哈佛大学本科Math 55课程的助教。 他在2002年被授予摩根奖，颁发机构为AMS-MAA-SIAM三家数学学会。他的本科毕业论文标题为Finite dimensional approximation in Seiberg–Witten theory，他的博士论文为A spectrum valued TQFT from the Seiberg–Witten equations。
在2013年年初齐普里安·马诺列斯库发表了一篇论文，证明了在5维以上的流型中，三角形解剖猜想不成立的理论。

## 奖项与荣誉
他在2004年至2008年间是克雷数学研究所的会员之一。
2012年他被欧洲数学学会授予了十个奖项中的一个，以表彰他对低维拓扑学研究中的贡献。
他被选为2017届美国数学学会会员，以表彰他对弗洛尔同源性以及流型拓扑学的贡献。

## 竞赛
齐普里安·马诺列斯库保持着世界上最耀眼的数学竞赛获奖记录之一：
- 他在1995年于加拿大多伦多、1996年于印度孟买和1997年于阿根廷马德普拉塔举办的连续三届国际奥林匹克数学竞赛中都取得了满分的成绩，历史上仅此一人；[5]
- 他在1997年、1998年和2000年都取得了美国威廉·洛厄尔·普特南数学竞赛的前五名。[6]

## 出版节选
- Manolescu, Ciprian. . J. Amer. Math. Soc. 2016, 29: 147–176. doi:10.1090/jams829.
- Manolescu, Ciprian; Ozsváth, Peter; Sarkar, Sucharit. . Annals of Mathematics. Second Series. 2009, 169 (2): 633–660. doi:10.4007/annals.2009.169.633.
- Lipshitz, Robert; Manolescu, Ciprian; Wang, Jiajun. . Duke Math. J. 2008, 145 (2): 207–247. doi:10.1215/00127094-2008-050.

## 引用
1. ↑  Hartnett, Kevin, , Quanta Magazine, 13 January 2015  [2017-02-07], （原始内容存档于2017-05-03）
2. ↑  .   [2013-05-10]. （原始内容存档于2013-05-14）.
3. ↑  2017 Class of the Fellows of the AMS （页面存档备份，存于）, American Mathematical Society, retrieved 2016-11-06.
4. ↑  .   [2017-02-07]. （原始内容存档于2021-04-25）.
5. ↑  .   [2017-02-07]. （原始内容存档于2014-03-12）.